# Galeazzo Alessi

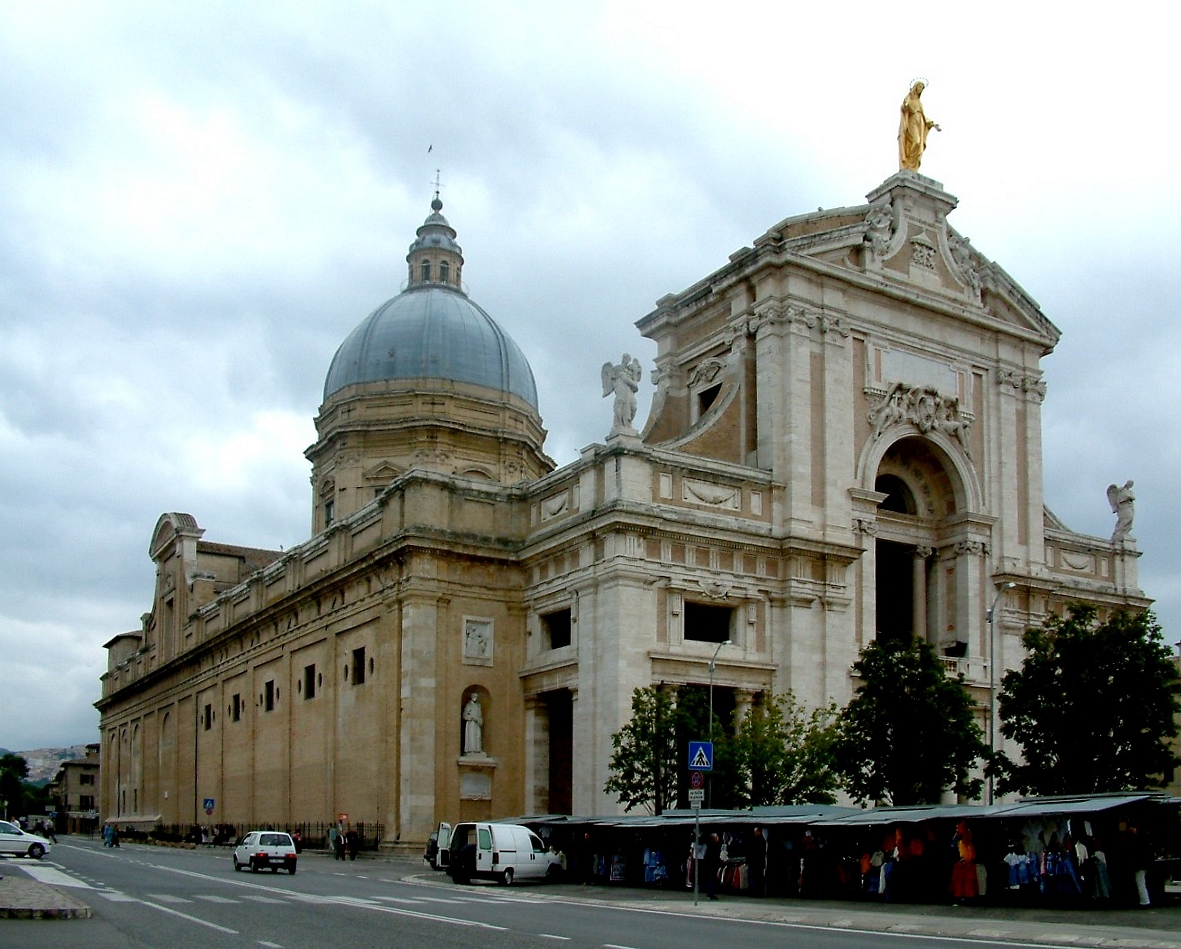
Santa Maria degli Angeli i Assisi

Galeazzo Alessi, född 1512 i Perugia, Italien, död 1572 i Perugia, var en italiensk arkitekt.

## Biografi
Alessi utbildade sig i Rom med studier av Giacomo Barozzi da Vignola och Michelangelo. Efter utbildningen återvände han 1542 till sin födelsestad där han sysselsatte sig med arbeten för citadellet samt med utvidgning av stadsplanen.
Från 1549 var han verksam i Genua, där hans första arbeten blev den storartade hamnanläggningen och planen till utvidgning av gatan Strada Nuova. Sin betydelse i arkitekturens historia har han vunnit genom den utveckling han gav den så kallade "genovesiska palatsstilen", vilken genom hans strävan efter pittoresk verkan kan sägas ha inledd barockarkitekturen.
Från Alessi är nästan alla palats vid den ovannämnda gatan, vidare Loggia di Banchi (banken), Palazzo Grimaldi och Palzzo Sauli samt kyrkan Sankt Maria di Carignano. Han smyckade även Genuas förstäder med på sin tid praktfulla och berömda villor, och det var efter hans storartade verksamhet för staden, som Genua fick sitt bekanta tillnamn La Superba, "det ståtliga".
Peter Paul Rubens beundrade Alessi mycket och avtecknade under sin vistelse i Genua hans arbeten.